# Inscripcions de Neirab
Les inscripcions de Nerab —o, sovint, també anomenades Neirab— fan referència a les esteles funeràries de Sin-Zer-Ibni i Si-Gabbar, trobades l'any 1891 a Nerab, a 7 km al sud-est d'Alep —en àrab, Halab— i actualment conservades al Museu del Louvre, a París. Són dues esteles arquejades, esculpides en pedra dura i negra de la família del basalt, que presenten relleus escultòrics acompanyats de llargues inscripcions en l’antic alfabet arameu.  Es van trobar a les proximitats immediates d’un sarcòfag. El març de 1896, Charles Simon Clermont-Ganneau les presentà a l’Académie des Inscriptions et Belles-Lettres per encàrrec de la Comissió del Corpus Inscriptionum Semiticarum, i es publicaren per primer cop l’any 1897 pel mateix autor. Les datà entre el 600-550 aC; encara que, posteriorment, Naveh les situa en el segle VII aC i Gibson a inicis del mateix segle.

## Context històric
Segons Clermont-Ganneau, les esteles podrien correspondre al període de l'Imperi Neocaldeu, situat entre la caiguda dels Sargònides i l'ascens de Cir, és a dir, aproximadament entre el 625 i el 538 aC. Per a una precisió més gran, fins i tot es podria situar en el regnat de Nabonid, l'últim rei de Babilònia (555-538 a.C.).
És possible que el culte a Sin-Sahar hagués perdurat, almenys durant un temps, després de la caiguda de Nabonid i la destrucció de l'Imperi Neobabilònic per part del rei Cir. A més, cal considerar que un dels sacerdots aparegut en una de les esteles, Agbar, va ocupar el càrrec pontifici durant un llarg període, ja que esmenta haver vist els seus descendents fins a la quarta generació. Tot i això, l'explicació més satisfactòria seria la de vincular els monuments de Nerab amb el període comprès entre el 605 a.C., quan els medes sota Ciaxares van destruir el santuari assiri de Harran, i el 552 a.C., any en què Nabonid el va reconstruir després de la derrota dels medes i d'Astiages.

## Descripció: Estela Sir-Zir-Ibni

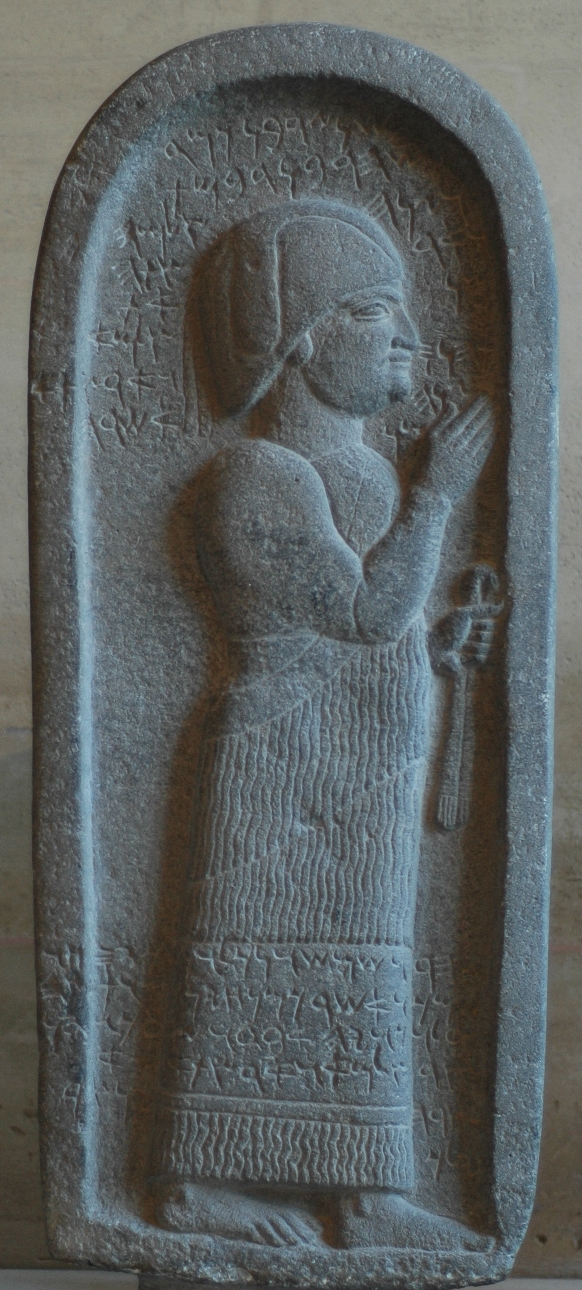
Estela funerària aramea de Sir-Zir-Ibni. Louvre AO3026.

L’estela A, corresponent a Sir-Zir-Ibni —classificada amb el número d'inventari "AO 3026" i exposada a la sala 302 del nivell 0 de l’ala Sully del Musée du Louvre—, representa un home de constitució robusta i imberbe, vestit amb una túnica assíria llarga i plegada, així com amb un barret arrodonit. La figura es mostra de perfil, orientada cap a la dreta, i suggereix la possible representació d’un eunuc o sacerdot en l’art assiri amb influència persa. La seva mà dreta s’eleva fins a la barbeta en actitud de culte, mentre que amb l’esquerra sosté una banda amb serrells, plegada en dues parts. Segons M. Clermont-Ganneau, aquesta estela constitueix un monument funerari dedicat a un sacerdot de Sahar-en-Nerab, anomenat Nazarbin, en honor a Sahar, divinitat lunar venerada a tot el nord de l’alta Síria. El principal santuari d’aquest déu es trobava a Harran, a Mesopotàmia.
L'estela presenta unes dimensions de 93 cm d’alçada, 34 cm d’amplada i 14 cm de gruix. La inscripció que l’acompanya recull la invocació del difunt a les seves divinitats, exhortant-les a desfermar la seva ira contra qualsevol que gosi profanar la seva tomba i reconeixent a aquells que la protegeixin. En primer lloc, apel·la a Sahar, déu de la Lluna, seguit de Xamaix, divinitat solar, així com de Nikkal, deessa dels horts, i Nusak, divinitat mesopotàmica associada al foc i a la llum, tots ells integrants del panteó assiri.

## Descripció: Estela Si-Gabbar

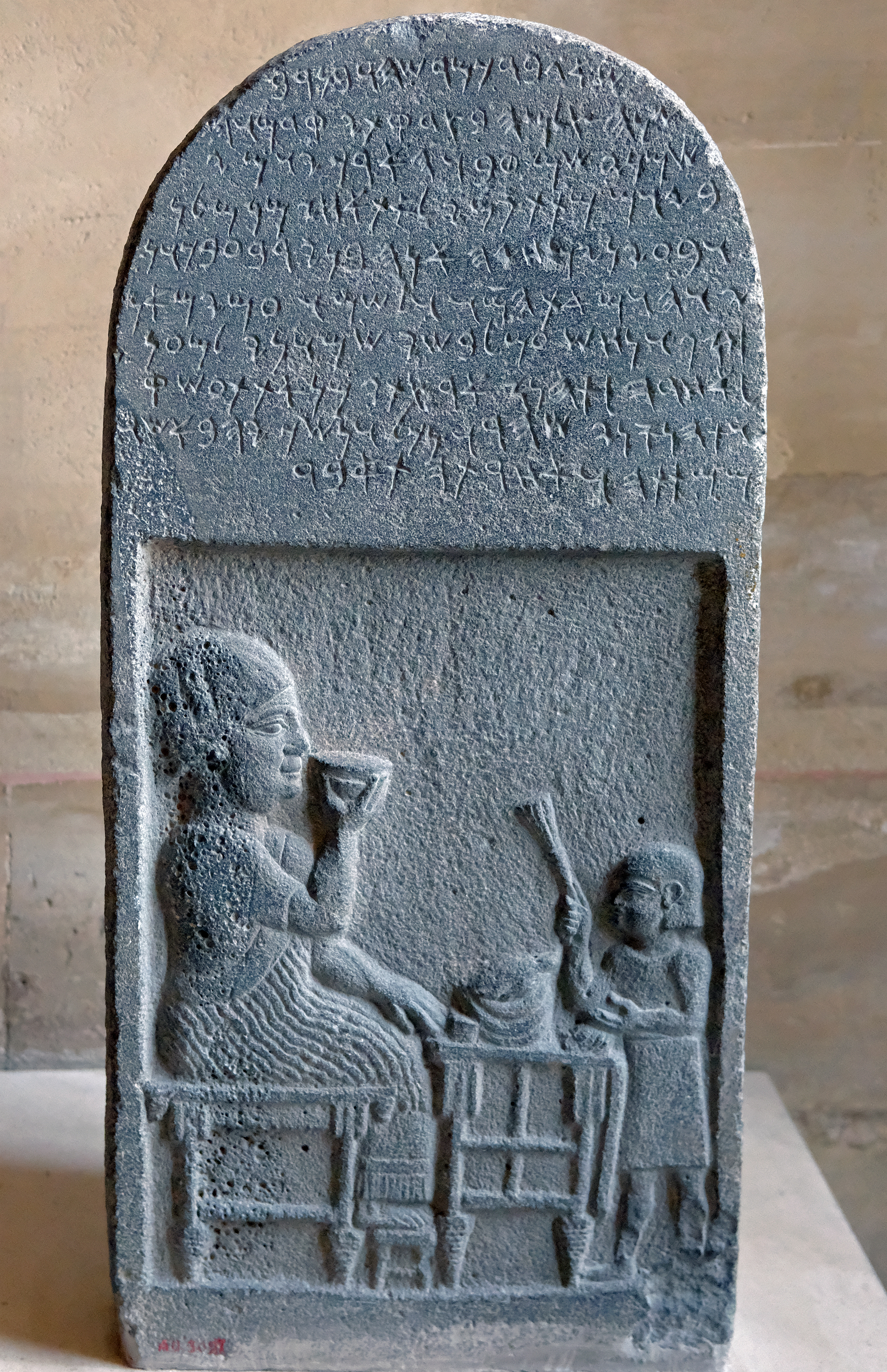
Estela funerària aramea Si-Gabbar. Louvre AO3027.

L’estela B, corresponent a Si-Gabbar i de cronologia més recent que l’anterior—classificada amb el número d'inventari "AO 3027" i exposada a la sala 302 del nivell 0 de l’ala Sully del Musée du Louvre—, representa un personatge de perfil orientat cap a la dreta, amb el mateix pentinat i vestimenta que l’anterior, però aquesta vegada assegut en un tron. Els seus peus descansen sobre un scabellum i un tamboret, mentre sosté una copa a la mà, en actitud d’oferir una libació. Davant seu, es troba un altar ple d’ofrenes, entre les quals destaquen pans i aus. A l’altre costat de l’altar, de cara a la figura principal, s’erigeix una figura de menor grandària, vestida amb una túnica curta i portant un matamosques a la mà. Segons M. Clermont-Ganneau, constitueix un monument funerari dedicat a Si-Gabbar, sacerdot també de Sahar-en-Nerab, en honor a la divinitat lunar.
L'estela presenta unes dimensions de 95 cm d’alçada, 45 cm d’amplada i 22 cm de gruix. La inscripció que integra, escrita en primera persona, explica que com que el difunt era lleial davant el seu déu Sahar, aquest li va donar un bon nom i li va fer viure més temps, fent-li veure amb els seus propis ulls els fills dels seus fills fins a la quarta generació. Afegeix que amb ell no es van col·locar recipients de plata ni de bronze, col·locant-se només amb el sudari, per evitar que la seva pau fos pertorbada. També crida, en termes semblants, als qui s’atreveixin a violar la seva tomba, la ira dels seus déus, que són els mateixos que a l'altra estela, exceptuant Xamaix, potser aquest ocupava un lloc secundari, malgrat la seva aparent importància.

## Interpretació
En definitiva, ambdues inscripcions estan redactades en arameu antic, pertanyent al període de la llengua aramea imperial o oficial inicial,  tant pel que fa a la fonètica com a l'ortografia del sistema verbal. A més, cal destacar, que l'ofici sacerdotal no sembla haver estat hereditari a Nerab, perquè cap dels dos personatges reclama el nom del seu pare i, sigui quin sigui l'ordre en què es succeïren, res de les inscripcions és de naturalesa que ens faci creure que pertanyien a la mateixa família. Nerab era, doncs, una ciutat sacerdotal, i potser, alhora, una ciutat reial. Ells eren simplement els líders del culte de Sahar, potser relacionats amb les funcions de les de l'exercici del poder reial o quasi reial. I possiblement, el santuari era en realitat una mena de petita branca de la casa mare del déu assiri que Sin adorava a Harran amb les mateixes divinitats consorts.

## Troballa
El primer comunicat sobre el descobriment va ser realitzat per Clermont-Ganneau a través d'una carta datada l’11 de novembre de 1891, que va ser rebuda el 25 del mateix mes. Aquesta carta, signada per Adrien Barthélemy, qui en aquell moment exercia com a dragoman al consolat d'Alep, destaca la casualitat amb què es va produir la troballa.
Aquests monuments van ser comprats per Nicolás Marcopoli, un comerciant establert a Alep amb la seva família, al propietari del terreny. Davant la indiferència del Museu del Louvre, la comissió CIS, sota la supervisió de l'Acadèmia d'Inscripcions i dirigida la missió per Clermont-Ganneau, van decidir negociar directament amb Marcopoli el març de 1892. Tot i la competència dels anglesos i alemanys per aconseguir-les i superats els dubtes sobre la seva autenticitat, les negociacions van culminar amb un acord favorable per a França, amb una quantitat de 2.000 francs. Finalment, l’11 de juny de 1894, les esteles van ser traslladades a la cancelleria del consolat d'Alep.
Un any més tard, en la reunió del 7 de gener de 1897, el Comitè Consultiu de Museus Nacionals va acordar adquirir les esteles per un total de 2.500 francs.